# Бішопс-Коув
Бішопс-Коув (англ. Bishop's Cove) — містечко в Канаді, у провінції Ньюфаундленд і Лабрадор.

## Населення
За даними перепису 2016 року, містечко нараховувало 287 осіб, показавши зростання на 4,4%, порівняно з 2011-м роком. Середня густина населення становила 152 осіб/км².
З офіційних мов обидвома одночасно володіли 5 жителів, тільки англійською — 280.
Працездатне населення становило 48,4% усього населення, рівень безробіття — 16,7% (0% серед чоловіків та 38,5% серед жінок). 93,3% осіб були найманими працівниками, а 0% — самозайнятими.
Середній дохід на особу становив $33 518 (медіана $23 232), при цьому для чоловіків — $44 345, а для жінок $22 762 (медіани — $32 576 та $18 848 відповідно).
21% мешканців мали закінчену шкільну освіту, не мали закінченої шкільної освіти — 38,7%, 41,9% мали післяшкільну освіту, з яких 11,5% мали диплом бакалавра, або вищий.
| Статево-вікова структура населення | Статево-вікова структура населення | Статево-вікова структура населення | Статево-вікова структура населення | Статево-вікова структура населення |
| ---------------------------------- | ---------------------------------- | ---------------------------------- | ---------------------------------- | ---------------------------------- |
|                                    |                                    |                                    |                                    |                                    |
| Всього                             | Всього                             | 52,6%47,4%                         |                                    |                                    |
| 0 — 14 років                       | 0 — 14 років                       |                                    | 6,9%                               | 6,9%                               |
| 15 — 64 років                      | 15 — 64 років                      |                                    | 60,3%                              | 60,3%                              |
| 65 і більше                        | 65 і більше                        |                                    | 32,8%                              | 32,8%                              |
| 85 і більше                        | 85 і більше                        |                                    | 1,7%                               | 1,7%                               |
| Середній вік (років)               | Середній вік (років)               | 49,553,7                           | 51,4                               | 51,4                               |
| Медіана (років)                    | Медіана (років)                    | 52,957,7                           | 54,9                               | 54,9                               |
| — чоловіки — жінки                 |                                    |                                    |                                    |                                    |

| Походження мешканців:     | Походження мешканців:     | Походження мешканців: | Походження мешканців: | Походження мешканців: |
| ------------------------- | ------------------------- | --------------------- | --------------------- | --------------------- |
| Походження                |                           |                       | осіб                  | %                     |
| Корінні американці        | Корінні американці        |                       | 20                    | 5.63%                 |
| Інше північноамериканське | Інше північноамериканське |                       | 240                   | 67.61%                |
| Європейське               | Європейське               |                       | 135                   | 38.03%                |
| британське                | британське                |                       | 135                   | 38.03%                |

| Зайнятість населення за галузями (за класифікацією NOC): | Зайнятість населення за галузями (за класифікацією NOC): | Зайнятість населення за галузями (за класифікацією NOC): | Зайнятість населення за галузями (за класифікацією NOC): | Зайнятість населення за галузями (за класифікацією NOC): |
| -------------------------------------------------------- | -------------------------------------------------------- | -------------------------------------------------------- | -------------------------------------------------------- | -------------------------------------------------------- |
|                                                          |                                                          |                                                          |                                                          |                                                          |
| Бізнес, фінанси та адміністрування                       | Бізнес, фінанси та адміністрування                       |                                                          | 10,7%                                                    | 10,7%                                                    |
| Природничі та прикладні науки                            | Природничі та прикладні науки                            |                                                          | 10,7%                                                    | 10,7%                                                    |
| Освіта, правозахист, муніципальні та урядові служби      | Освіта, правозахист, муніципальні та урядові служби      |                                                          | 17,9%                                                    | 17,9%                                                    |
| Роздрібна торгівля та послуги                            | Роздрібна торгівля та послуги                            |                                                          | 32,1%                                                    | 32,1%                                                    |
| Гуртова торгівля, транспорт та обладнання                | Гуртова торгівля, транспорт та обладнання                |                                                          | 28,6%                                                    | 28,6%                                                    |
| Природні ресурси, сільське господарство                  | Природні ресурси, сільське господарство                  |                                                          | 7,1%                                                     | 7,1%                                                     |

## Клімат
Середня річна температура становить 5,1°C, середня максимальна – 19,6°C, а середня мінімальна – -9,7°C. Середня річна кількість опадів – 1 357 мм.
| Клімат поселення                              | Клімат поселення | Клімат поселення | Клімат поселення | Клімат поселення | Клімат поселення | Клімат поселення | Клімат поселення | Клімат поселення | Клімат поселення | Клімат поселення | Клімат поселення | Клімат поселення | Клімат поселення |
| Показник                                      | Січ.             | Лют.             | Бер.             | Квіт.            | Трав.            | Черв.            | Лип.             | Серп.            | Вер.             | Жовт.            | Лист.            | Груд.            |                  |
| Середній максимум, °C                         | 0,48             | −0,02            | 2,73             | 6,95             | 11,24            | 15,43            | 18,44            | 19,63            | 15,29            | 10,73            | 6,37             | 1,85             |                  |
| Середня температура, °C                       | −4,39            | −4,87            | −2,13            | 2,07             | 6,39             | 10,57            | 15,34            | 16,52            | 12,19            | 7,63             | 3,27             | −1,25            |                  |
| Середній мінімум, °C                          | −9,25            | −9,74            | −7               | −2,79            | 1,51             | 5,71             | 12,23            | 13,43            | 9,08             | 4,51             | 0,16             | −4,37            |                  |
| Норма опадів, мм                              | 126              | 116              | 111              | 102              | 93               | 103              | 94               | 91               | 130              | 142              | 124              | 125              |                  |
| Середньомісячна швидкість вітру, м/с          | 7.89             | 7.35             | 6.98             | 6.38             | 5.68             | 5.30             | 5.13             | 5.19             | 5.76             | 6.53             | 7.06             | 7.73             |                  |
| Середньомісячна сонячна радіація, кДж/м²·день | 3936             | 6717             | 10575            | 13999            | 17017            | 19101            | 19123            | 16074            | 12046            | 7170             | 4118             | 3058             |                  |
| --------------------------------------------- | ---------------- | ---------------- | ---------------- | ---------------- | ---------------- | ---------------- | ---------------- | ---------------- | ---------------- | ---------------- | ---------------- | ---------------- | ---------------- |
| Джерело:                                      |                  |                  |                  |                  |                  |                  |                  |                  |                  |                  |                  |                  |                  |